# 京都市立音乐短期大学
京都市立音乐短期大学（日语：／ Kyoto Shiritsu Ongaku Tanki Daigaku *），简称音短（おんたん），是过去一所位于日本京都府京都市左京区的公立短期大学。

## 概要

### 简介
- 学校最早可以追溯到1950年、短期大学为于1952年开办[1]、由京都市经营。招生到1968年、停办于1971年[2]。

### 历史
- 1952年 京都市立音乐短期大学成立并同时设置音乐科分离为三个专攻、以下列举。
  - 器乐专攻
  - 声乐专攻
  - 作曲指挥专攻
- 1968年 招生最后、次年停止招生（正式停办于1971年3月31日[2]）。

## 学校环境
- 校区：在了京都府京都市左京区[注 1]

## 历任校长
- 堀场信吉：第一代短期大学校长
- 寺田正：最后短期大学校长[3]。

## 组织

### 学科
| - 音乐科 - 器乐专攻 - 声乐专攻 - 作曲指挥专攻 |

### 专科
| - 没有 |

### 业余课程
| - 没有 |

## 相关链接
- 日本短期大学列表